# Манне, Кекута
Кекута Манне (англ. Kekuta Manneh; 30 декабря 1994, Бакау, Гамбия) — американский футболист гамбийского происхождения, левый фланговый нападающий.

## Клубная карьера
Манне начал карьеру футболиста в возрасте 14 лет в клубе чемпионата Гамбии «Стив Бико». В 2010 году он приехал США и присоединился к юношеской команде «Тексас Раш», в 23 играх за которую в юношеской лиге U.S. Soccer Development Academy в сезоне 2010/11 отличился 35 раз. В следующем сезоне этой лиги в составе команды «Лоунстар СК» он забил 21 мяч в 16 играх. В 2012 году он выступал за клуб «Остин Ацтекс» из Premier Development League, четвёртого по уровню дивизиона США, где в 12 матчах забил 10 голов.
В январе 2013 года Манне подписал контракт с MLS по программе Generation adidas и получил возможность участвовать в драфте. 17 января на Супердрафте MLS 2013 он был выбран под общим четвёртым номером клубом «Ванкувер Уайткэпс». За канадский клуб в официальных играх Манне дебютировал 3 марта в матче первого тура сезона MLS 2013 против «Торонто», выйдя в стартовом составе и отыграв тайм. Свой счёт голам в лиге он открыл 27 апреля 2013 года, поразив ворота «Далласа». 9 октября 2013 года в матче против «Сиэтл Саундерс» 18-летний Манне отличился трижды, став самым молодым автором хет-трика в истории MLS.
30 марта 2017 года Манне был обменян в «Коламбус Крю» на Тони Чани и $225 тыс. целевых и $75 тыс. общих распределительных средств. За «Крю» он дебютировал 29 апреля в матче против «Нью-Йорк Сити», выйдя на замену на 81-й минуте вместо Итана Финли. Первый гол за «Крю» он забил в ворота «Монреаль Импакт» 24 июня. После завершения сезона контракт Манне истёк, и ему был предложен новый контракт. Однако, игрок предпочёл попробовать силы за границей, уехав на просмотр в клуб Второй Бунделиги «Унион Берлин».
26 декабря 2017 года Манне подписал контракт с клубом чемпионата Мексики «Пачука». За свой новый клуб он дебютировал 16 января 2018 года в матче Кубка Мексики клаусуры против «Атлетико Сан-Луис». В Лиге MX он провёл всего восемь минут — в матче против «Толуки» 3 марта 2018 года.
В июне 2018 года Манне перешёл в клуб чемпионата Швейцарии «Санкт-Галлен». Его европейский дебют состоялся 19 августа в матче Кубка Швейцарии против команды «Юберсдорф». В швейцарской Суперлиге он дебютировал 2 сентября в матче против «Ксамакса».
13 февраля 2019 года Манне перешёл из «Санкт-Галлена» в «Цинциннати» по свободному трансферу, но за права на него в MLS «Цинциннати» выплатил «Коламбус Крю» $250 тыс. целевых и $50 тыс. общих распределительных средств. За новообразованную франшизу MLS он дебютировал в её первом официальном матче, в поединке первого тура сезона 2019 против «Сиэтл Саундерс» 2 марта, в котором вышел на замену во втором тайме вместо Корбена Боуна. 24 марта в матче против «Нью-Инглэнд Революшн» он записал на свой счёт первый гол и первую голевую передачу за «Цинциннати».
17 августа 2020 года Манне был обменян в «Нью-Инглэнд Революшн» на место иностранного игрока. За «Нью-Инглэнд» он дебютировал 2 сентября в матче против «Нью-Йорк Сити», выйдя на замену во втором тайме вместо Брэндона Бая. 14 октября в матче против «Монреаль Импакт» он забил свой первый гол за «Революшн». По окончании сезона 2020 «Нью-Инглэнд Революшн» не продлил контракт с Манне.
22 января 2021 года Манне на правах свободного агента присоединился к клубу-новичку MLS «Остин». 17 апреля в матче стартового тура сезона 2021 против «Лос-Анджелеса», ставшем для «Остина» дебютом в MLS, он вышел на замену на 87-й минуте вместо Сесилио Домингеса. По окончании сезона 2021 «Остин» не стал продлевать контракт с Манне.
7 февраля 2022 года Манне подписал контракт с клубом Чемпионшипа ЮСЛ «Сан-Антонио». Однако, 19 апреля его контракт с клубом был расторгнут по обоюдному согласию сторон.
3 апреля 2023 года Манне подписал контракт с клубом Канадской премьер-лиги «Пасифик». Дебютировал за «Пасифик» он 23 апреля в матче против «Кавалри», выйдя на замену во втором тайме. 2 июня в дерби против «Ванкувера» он забил свой первый гол за «Пасифик». По окончании сезона 2023 Манне покинул «Пасифик».

## Международная карьера
Ещё в 2015 году Манне выразил желание выступать за сборную США после того, как получит американское гражданство, как предполагалось, в сентябре 2016 года. 5 января 2017 года Манне был приглашён в тренировочный лагерь американской сборной в преддверии товарищеских матчей со сборными Сербии 29 января и Ямайки 3 февраля. На момент вызова он ещё не являлся гражданином США, став им только во время пребывания в лагере. 23 января он покинул тренировочный лагерь, так как не были до конца оформлены все документы, и он не мог пока выступать за американцев. 18 марта 2018 года Манне был вызван в сборную США на товарищеский матч со сборной Парагвая 27 марта, однако в заявку на игру не попал.

## Статистика выступлений
| Выступление          | Выступление      | Выступление      | Лига | Лига | Плей-офф | Плей-офф | Кубок | Кубок | Континент. | Континент. | Итого | Итого |
| Клуб                 | Лига             | Сезон            | Игры | Голы | Игры     | Голы     | Игры  | Голы  | Игры       | Голы       | Игры  | Голы  |
| -------------------- | ---------------- | ---------------- | ---- | ---- | -------- | -------- | ----- | ----- | ---------- | ---------- | ----- | ----- |
| Ванкувер Уайткэпс    | MLS              | 2013             | 20   | 6    | —        | —        | 1     | 0     | —          | —          | 21    | 6     |
| Ванкувер Уайткэпс    | MLS              | 2014             | 29   | 4    | 1        | 0        | 2     | 1     | —          | —          | 32    | 5     |
| Ванкувер Уайткэпс    | MLS              | 2015             | 32   | 7    | 2        | 0        | 4     | 0     | 1          | 0          | 39    | 7     |
| Ванкувер Уайткэпс    | MLS              | 2016             | 17   | 5    | —        | —        | 4     | 0     | 0          | 0          | 21    | 5     |
| Ванкувер Уайткэпс    | MLS              | 2017             | 3    | 0    | —        | —        | —     | —     | 2          | 1          | 5     | 1     |
| Ванкувер Уайткэпс    | Итого            | Итого            | 101  | 22   | 3        | 0        | 11    | 1     | 3          | 1          | 118   | 24    |
| Коламбус Крю         | MLS              | 2017             | 19   | 4    | 5        | 0        | 0     | 0     | —          | —          | 24    | 4     |
| Коламбус Крю         | Итого            | Итого            | 19   | 4    | 5        | 0        | 0     | 0     | —          | —          | 24    | 4     |
| Пачука               | Лига MX          | 2017/18          | 1    | 0    | —        | —        | 5     | 0     | —          | —          | 6     | 0     |
| Пачука               | Итого            | Итого            | 1    | 0    | —        | —        | 5     | 0     | —          | —          | 6     | 0     |
| Санкт-Галлен         | Суперлига        | 2018/19          | 7    | 0    | —        | —        | 2     | 0     | 0          | 0          | 9     | 0     |
| Санкт-Галлен         | Итого            | Итого            | 7    | 0    | —        | —        | 2     | 0     | 0          | 0          | 9     | 0     |
| Цинциннати           | MLS              | 2019             | 27   | 4    | —        | —        | 2     | 1     | —          | —          | 29    | 5     |
| Цинциннати           | MLS              | 2020             | 2    | 0    | 1        | 0        | —     | —     | —          | —          | 3     | 0     |
| Цинциннати           | Итого            | Итого            | 29   | 4    | 1        | 0        | 2     | 1     | —          | —          | 32    | 5     |
| Нью-Инглэнд Революшн | MLS              | 2020             | 6    | 1    | 0        | 0        | —     | —     | —          | —          | 6     | 1     |
| Нью-Инглэнд Революшн | Итого            | Итого            | 6    | 1    | 0        | 0        | —     | —     | —          | —          | 6     | 1     |
| Остин                | MLS              | 2021             | 16   | 0    | —        | —        | —     | —     | —          | —          | 16    | 0     |
| Остин                | Итого            | Итого            | 16   | 0    | —        | —        | —     | —     | —          | —          | 16    | 0     |
| Сан-Антонио          | USLC             | 2022             | 0    | 0    | —        | —        | 0     | 0     | —          | —          | 0     | 0     |
| Сан-Антонио          | Итого            | Итого            | 0    | 0    | —        | —        | 0     | 0     | —          | —          | 0     | 0     |
| Пасифик              | CPL              | 2023             | 18   | 1    | 3        | 1        | 2     | 0     | —          | —          | 23    | 2     |
| Пасифик              | Итого            | Итого            | 18   | 1    | 3        | 1        | 2     | 0     | —          | —          | 23    | 2     |
| Всего за карьеру     | Всего за карьеру | Всего за карьеру | 197  | 32   | 12       | 1        | 22    | 2     | 3          | 1          | 234   | 36    |

## Достижения
Командные
 «Ванкувер Уайткэпс»
- Победитель Первенства Канады: 2015